# Gemeprost
Gemeprost (16, 16-dimethyl-trans-delta2 PGE 1 methyl ester) là một chất tương tự của prostaglandin E1.

## Sử dụng lâm sàng
Nó được sử dụng như là một điều trị cho chảy máu sản khoa.
Nó được sử dụng với mifepristone để chấm dứt thai kỳ đến 24 tuần tuổi thai.

## Tác dụng phụ
Chảy máu âm đạo, chuột rút, buồn nôn, nôn, phân lỏng hoặc tiêu chảy, nhức đầu, yếu cơ; chóng mặt; xả nước; ớn lạnh; đau lưng; khó thở; đau ngực; đánh trống ngực và sốt nhẹ. Hiếm gặp: vỡ tử cung, hạ huyết áp nặng, co thắt mạch vành với nhồi máu cơ tim sau đó.